# Distrito de Onsen (Ehime)

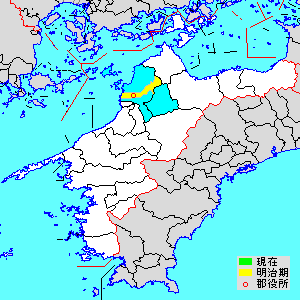
Ehime

El Distrito de Onsen (温泉郡 Onsen-gun?) fue un Distrito (郡 gun?) de la prefectura de Ehime. El 1° de enero de 2005 desaparece como consecuencia de la fusión del Pueblo de Nakajima con la Ciudad de Matsuyama. Tenía una población de 40,690 habitantes y una superficie de 248.73 km² (la sumatoria de los pueblos de Kawauchi, Nakajima y Shigenobu; año 2003).

## Historia
En sus inicios fue un gun que se localizaba en la zona central de la Ciudad de Matsuyama. Era conocida como Yunokohori (湯郡?) y posteriormente pasó a denominarse Distrito de Onsen. Este nombre hace referencia a las Termas de Dogo (道後温泉 Dōgo-onsen?).
- 1878: Se crea fusionando los gun de Kazahaya (風早郡 Kazahaya-gun?), Wake (和気郡 Wake-gun?) y Kume (久米郡 Kume-gun?).
- 1890 aproximadamente: Absorbe las villas de Ukena (浮穴村 Ukena-mura?), Ebara (荏原村 Ebara-mura?), Sakamoto (坂本村 Sakamoto-mura?), Minamiyoshii (南吉井村 Minamiyoshii-mura?), Haishi (拝志村 Haishi-mura?) y Miuchi (三内村 Mi'uchi-mura?) del Distrito de Shimoukena (下浮穴郡 Shimoukena-gun?).
- 1890 aproximadamente: Absorbe la Villa de Habu (垣生村 Habu-mura?) del Distrito de Iyo.
- 1890 aproximadamente: Absorbe la Villa de Yodo (余土村 Yodo-mura?) del Distrito de Iyo.
- 1898: el 28 de noviembre la Villa de Hojo (北条村 Hōjō-mura?) pasa a ser Pueblo de Hojo (北条町 Hōjō-chō?).
- 1914: el 1° de octubre la Villa de Asanami (浅海村 Asanami-mura?) absorbe parte de la Villa de Tateiwa (立岩村 Tateiwa-mura?).
- 1923: el 1° de abril se divide la Villa de Dogo (道後村 Dōgo-mura?) y se las fusiona con la Ciudad de Matsuyama y Dogoyunomachi (道後湯之町 Dōgoyunomachi?).
- 1925: el 10 de mayo el Pueblo de Mitsuhama (三津浜町 Mitsuhama-chō?) absorbe la Villa de Furumitsu (古三津村 Furumitsu-mura?).
- 1926: el 11 de febrero la Ciudad de Matsuyama absorbe las villas de Soga (素鵞村 Soga-mura?), Yugun (雄郡村 Yūgun-mura?), Asami (朝美村 Asami-mura?) y Miyuki (御幸村 Miyuki-mura?).
- 1932: el 1° de febrero la Ciudad de Matsuyama absorbe una parte de Dogoyunomachi.
- 1937: el 1° de junio el Pueblo de Mitsuhama absorbe la Villa de Shinhama (新浜村 Shinhama-mura?).
- 1940: el 1° de agosto la Ciudad de Matsuyama absorbe el Pueblo de Mitsuhama y las villas de Mibu (味生村 Mibu-mura?), Kuwabara (桑原村 Kuwabara-mura?), Wake (和気村 Wake-mura?), Horie (堀江村 Horie-mura?), Shiomi (潮見村 Shiomi-mura?) y Hisaeda (久枝村 Hisaeda-mura?).
- 1944: el 1° de abril la Ciudad de Matsuyama absorbe Dogoyunomachi y los pueblos de Habu y Shoseki (生石村 Shōseki-mura?).
- 1951: el 1° de abril el Pueblo de Hojo absorbe las villas de Nanba (難波村 Nanba-mura?) y Masaoka (正岡村 Masaoka-mura?).
- 1952: el 1° de agosto la Villa de Higashinakajima (東中島村 Higashinakajima-mura?) pasa a ser el Pueblo de Nakajima (中島町 Nakajima-chō?).
- 1954: el 1° de febrero la Ciudad de Matsuyama absorbe la Villa de Gogoshima (興居島村 Gogoshima-mura?).
- 1954: el 1° de octubre la Ciudad de Matsuyama absorbe la Villa de Yodo.
- 1955: el 31 de marzo el Pueblo de Hojo absorbe las villas de Asanami, Tateiwa, Kono (河野村 Kōno-mura?) y Awai (粟井村 Awai-mura?).
- 1955: el 25 de abril se fusionan las villas de Kawakami (川上村 Kawakami-mura?) y Miuchi (三内村 Mi'uchi-mura?), formando la Villa de Kawauchi (川内村 Kawauchi-mura?).
- 1955: el 1° de mayo la Ciudad de Matsuyama absorbe las villas de Idai (伊台村 Idai-mura?), Kume (久米村 Kume-mura?), Gomyo (五明村 Gomyō-mura?) y Yuyama (湯山村 Yuyama-mura?).
- 1956: el 1° de septiembre se fusionan las villas de Kitayoshii (北吉井村 Kitayoshii-mura?), Minamiyoshii (南吉井村 Minamiyoshii-mura?) y Haishi (拝志村 Haishi-mura?), formando el Pueblo de Shigenobu.
- 1956: el 1° de septiembre se fusionan la Villa de Kawauchi y una parte de la Villa de Nakagawamura (中川村 Nakagawa-mura?) del Distrito de Shuso, formando el Pueblo de Kawauchi.
- 1956: el 30 de septiembre se fusionan las villas de Ebara (荏原村 Ebara-mura?) y Sakamoto (坂本村 Sakamoto-mura?), formando la Villa de Kutani (久谷村 Kutani-mura?).
- 1958: el 1° de noviembre el Pueblo de Hojo pasa a ser Ciudad de Hojo.
- 1959: el 31 de marzo el Pueblo de Nakajima absorbe la Villa de Jinwa (神和村 Jinwa-mura?).
- 1959: el 10 de abril la Ciudad de Matsuyama absorbe la Villa de Ukena (浮穴村 Ukena-mura?).
- 1960: el 31 de marzo el Pueblo de Nakajima absorbe la Villa de Mutsuno (睦野村 Mutsuno-mura?).
- 1961: el 15 de diciembre la Ciudad de Matsuyama absorbe la Villa de Ono (小野村 Ono-mura?).
- 1962: el 1° de abril la Ciudad de Matsuyama absorbe la Villa de Ishii (石井村 Ishii-mura?).
- 1963: el 31 de marzo el Pueblo de Nakajima absorbe la Villa de Nishinakajima (西中島村 Nishinakajima-mura?).
- 1968: el 25 de octubre la Ciudad de Matsuyama absorbe la Villa de Kutani.
- 2004: el 21 de septiembre se fusionan los pueblos de Shigenobu y Kawauchi, formando la Ciudad de Toon.
- 2005: el 1° de enero la Ciudad de Matsuyama absorbe el Pueblo de Nakajima, simultáneamente desaparece el Distrito de Onsen.